# Ioan Tugearu
Ioan Tugearu  (n. 19 noiembrie 1937, Babuc, jud. Durostor, România (acum Babuk, Silistra, Bulgaria)) este un dansator, coregraf și regizor al Operei Naționale din București.
A studiat baletul cu maestra Floria Capsali și cu maestrul Mitiță Dumitrescu. A fost prim balerin al Operei Nationale Bucuresti din 1965, iar din 1977 a inceput să monteze numeroase spectacole de balet. A interpretat rolul fiului Împăratului Minciună în filmul Tinerețe fără bătrînețe din 1969.

## Filmografie
- Tinerețe fără bătrînețe (1969)